# René Wildhaber
René Wildhaber (23 de octubre de 1976) es un deportista suizo que compitió en ciclismo de montaña en la disciplina de descenso. Ganó  una medalla de plata en el Campeonato Europeo de Ciclismo de Montaña de 1999.

## Medallero internacional
| Campeonato Europeo | Campeonato Europeo | Campeonato Europeo | Campeonato Europeo |
| Año                | Lugar              | Medalla            | Competición        |
| ------------------ | ------------------ | ------------------ | ------------------ |
| 1999               | La Molina (España) | Medalla de plata   | Descenso           |